# Ciclismo ai Giochi della IV Olimpiade - 660 iarde
La competizione delle 660 iarde di Ciclismo dei Giochi della IV Olimpiade si tenne i giorni 14 e 15 luglio 1908 allo stadio di White City a Londra, nel Regno Unito.
La prova consisteva in una gara di velocità sul singolo giro di pista, 660 iarde (603.5 metri). I concorrenti dovevano completare la distanza entro il limite di tempo di 1 minuto e 10 secondi.

## Risultati

### 1º turno
Si disputarono 16 serie i vincitori accedevano alle semifinali.
1ª serie
| Pos. | Atleta         | Nazione     | Tempo |
| ---- | -------------- | ----------- | ----- |
| 1    | Benjamin Jones | Regno Unito | 59"0  |
| 2    | Dorus Nijland  | Paesi Bassi | -     |

2ª serie
| Pos. | Atleta          | Nazione     | Tempo |
| ---- | --------------- | ----------- | ----- |
| 1    | Bill Bailey     | Regno Unito | 50"8  |
| 2    | Fred McCarthy   | Canada      | -     |
| 3    | Pierre Seginaud | Francia     | -     |

3ª serie
| Pos. | Atleta            | Nazione     | Tempo |
| ---- | ----------------- | ----------- | ----- |
| 1    | Clarrie Kingsbury | Regno Unito | 57"4  |
| 2    | Richard Katzer    | Germania    | -     |
| 3    | Georgius Damen    | Paesi Bassi | -     |

4ª serie
| Pos. | Atleta               | Nazione     | Tempo |
| ---- | -------------------- | ----------- | ----- |
| 1    | Victor Johnson       | Regno Unito | 56"2  |
| 2    | Jean Patou           | Belgio      | -     |
| 3    | Richard Villepontoux | Francia     | -     |

5ª serie
| Pos. | Atleta           | Nazione   | Misura |
| ---- | ---------------- | --------- | ------ |
| -    | Maurice Schillès | Francia   | FTM    |
| -    | Frank Shore      | Sudafrica | FTM    |

6ª serie
| Pos. | Atleta         | Nazione     | Misura |
| ---- | -------------- | ----------- | ------ |
| 1    | Émile Demangel | Francia     | 59"8   |
| 2    | George Summers | Regno Unito |        |
| 3    | Andrew Hansson | Svezia      |        |

7ª serie
| Pos. | Atleta               | Nazione     | Misura |
| ---- | -------------------- | ----------- | ------ |
| 1    | Johannes van Spengen | Paesi Bassi | 58"2   |
| 2    | Hermann Martens      | Germania    |        |
| 3    | Joe Lavery           | Regno Unito |        |

8ª serie
| Pos. | Atleta           | Nazione | Misura |
| ---- | ---------------- | ------- | ------ |
| 1    | Walt Andrews     | Canada  | 55"8   |
| 2    | Joseph Werbrouck | Belgio  |        |
| 3    | Gaston Delaplane | Francia |        |

9ª serie
| Pos. | Atleta           | Nazione   | Misura |
| ---- | ---------------- | --------- | ------ |
| 1    | Paul Texier      | Francia   | 1'01"6 |
| 2    | Harry Passmore   | Sudafrica |        |
| 3    | Gaston Delaplane | Francia   |        |

10ª serie
| Pos. | Atleta         | Nazione   | Misura |
| ---- | -------------- | --------- | ------ |
| 1    | Floris Venter  | Sudafrica | 1'03"2 |
| 2    | Georges Perrin | Francia   |        |
| 3    | Bruno Götze    | Germania  |        |

11ª serie
| Pos. | Atleta         | Nazione     | Misura |
| ---- | -------------- | ----------- | ------ |
| 1    | Karl Neumer    | Germania    | 54"2   |
| 2    | W. F. Magee    | Regno Unito |        |
| 3    | Émile Maréchal | Francia     |        |
| 4    | Anton Gerrits  | Paesi Bassi |        |

12ª serie
| Pos. | Atleta           | Nazione     | Misura |
| ---- | ---------------- | ----------- | ------ |
| 1    | Ernie Payne      | Regno Unito | 57"2   |
| 2    | André Poulain    | Francia     |        |
| 3    | Jean Van Benthem | Belgio      |        |

13ª serie
| Pos. | Atleta                      | Nazione     | Misura |
| ---- | --------------------------- | ----------- | ------ |
| 1    | Dan Flynn                   | Regno Unito | 55"0   |
| 2    | Gerard Bosch van Drakestein | Paesi Bassi |        |
| 3    | Paul Schulze                | Germania    |        |

14ª serie
| Pos. | Atleta          | Nazione     | Misura |
| ---- | --------------- | ----------- | ------ |
| 1    | Lucien Renard   | Belgio      | 55"2   |
| 2    | Gaston Dreyfus  | Francia     |        |
| 3    | William Morton  | Canada      |        |
| 4    | Gerald Anderson | Regno Unito |        |

15ª serie
| Pos. | Atleta           | Nazione     | Misura |
| ---- | ---------------- | ----------- | ------ |
| 1    | George Cameron   | Stati Uniti | 1'05"2 |
| 2    | Léon Coeckelberg | Belgio      |        |

16ª serie
| Pos. | Atleta           | Nazione     | Misura |
| ---- | ---------------- | ----------- | ------ |
| 1    | André Auffray    | Francia     | 58"4   |
| 2    | Arthur Denny     | Regno Unito |        |
| 3    | Philip Freylinck | Sudafrica   |        |

### Semifinali
Si disputarono 4 serie i vincitori accedevano alla finali.
1ª serie
| Pos. | Atleta               | Nazione     | Misura |
| ---- | -------------------- | ----------- | ------ |
| 1    | Victor Johnson       | Regno Unito | 59"2   |
| 2    | Johannes van Spengen | Paesi Bassi |        |
| 3    | Paul Texier          | Francia     |        |
| 4    | Walt Andrews         | Canada      |        |

2ª serie
| Pos. | Atleta            | Nazione     | Misura |
| ---- | ----------------- | ----------- | ------ |
| 1    | Émile Demangel    | Francia     | 51"6   |
| 2    | Clarrie Kingsbury | Regno Unito |        |
| 3    | Bill Bailey       | Regno Unito |        |
| 4    | Floris Venter     | Sudafrica   |        |

3ª serie
| Pos. | Atleta         | Nazione     | Misura |
| ---- | -------------- | ----------- | ------ |
| 1    | Dan Flynn      | Regno Unito | 54"8   |
| 2    | André Auffray  | Francia     |        |
| 3    | George Cameron | Stati Uniti |        |
| 4    | Ernie Payne    | Regno Unito |        |

4ª serie
| Pos. | Atleta         | Nazione     | Misura |
| ---- | -------------- | ----------- | ------ |
| 1    | Karl Neumer    | Germania    | 1'05"8 |
| 2    | Lucien Renard  | Belgio      |        |
| 3    | Benjamin Jones | Regno Unito |        |

### Finale
| Pos.    | Atleta         | Nazione     | Misura |
| ------- | -------------- | ----------- | ------ |
| Oro     | Victor Johnson | Regno Unito | 1'05"8 |
| Argento | Émile Demangel | Francia     |        |
| Bronzo  | Karl Neumer    | Germania    |        |
| 4       | Dan Flynn      | Regno Unito |        |